# Kitty McKane
Kathleen McKane, coniugata Godfree, detta Kitty (Londra, 7 maggio 1896 – Londra, 19 giugno 1992), è stata una tennista britannica.

## Biografia
Vinse il Torneo di Wimbledon nel 1924, sconfiggendo in finale per Helen Wills Moody 4-6, 6-4, 6-4, e nel 1926, battendo Lilí de Álvarez con il punteggio di 6-2, 4-6, 6-3.
Nel 1920 vinse la medaglia d'oro ai Giochi della VII Olimpiade in doppio insieme con Winifred McNair, una medaglia d'argento nel doppio misto con Max Woosnam e un bronzo in singolare, mentre ai giochi successivi vinse una medaglia d'argento in doppio con Phyllis Covell e un altro bronzo in singolare.
Nel 1925 perse la finale del Roland Garros contro Suzanne Lenglen che prevalse per 6-1, 6-2. In carriera è stata la numero 2 del tennis.
Tra il 1920 ed il 1925 vinse diversi tornei di badminton.

## Riconoscimenti
- International Tennis Hall of Fame, 1978